# Płaczkowo (powiat rawicki)
Płaczkowo (także Bartoszewice Małe) – wieś w Polsce, położona w województwie wielkopolskim, w powiecie rawickim, w gminie Jutrosin.

## Historia
Wieś pierwotnie związana była z Wielkopolską. Istnieje co najmniej od drugiej połowy XIV wieku. W 1393 odnotowane zostało odmiejscowe nazwisko Placzkofszky utworzone od nazwy wsi. Sama wieś po raz pierwszy wymieniona została w archiwalnym, łacińskojęzycznym dokumencie z 1397 pod nazwą Placzkovo, 1428 Placzkowicze, 1459 i 1510 Placzky, Płaczki. Od XVI wieku notowana była pod dwiema nazwami Płaczkowo oraz Bartoszewice Małe. W 1568 Minor Bartossewicze dicte Placzkowo, 1583 Bartoszewice alias Placzkowo, 1584 Bartoszewice sive Placzkowo.
Miejscowość była wsią szlachecką należącą do lokalnej szlachty wielkopolskiej - Płaczkowskich, którzy od nazwy wsi przyjęli swoje odmiejscowe nazwisko. W latach 1427–1429 jako właściciel we wsi odnotowany został Jan Płaczkowski zwany również Bartoszewskim od wsi Bartoszewice Małe. Obie miejscowości były osobnymi wsiami, które połączyły się w jedną w XV wieku. W XVI wieku miejscowość leżała w powiecie kościańskim Korony Królestwa Polskiego. W 1510 należała do parafii Jutrosin.
W wyniku II rozbioru Rzeczypospolitej w 1793, miejscowość przeszła w posiadanie Prus i jak cała Wielkopolska znalazła się w zaborze pruskim. W okresie Wielkiego Księstwa Poznańskiego (1815-1848) miejscowość należała do wsi większych w ówczesnym pruskim powiecie Kröben (krobskim) w rejencji poznańskiej. Płaczkowo należało do okręgu jutroszyńskiego tego powiatu i stanowiło odrębny majątek, którego właścicielem był wówczas (1846) Ludwik Köpel. Według spisu urzędowego z 1837 roku wieś liczyła 200 mieszkańców, którzy zamieszkiwali 26 dymów (domostw). W skład majątku Płaczkowo wchodziła także karczma Śmieszkowo (4 domy, 32 osoby).
W latach 1975–1998 wieś należała administracyjnie do województwa leszczyńskiego.